# Авалиани, Мариам
Мариам Авалиани (нем. Mariam Avaliani, груз. მარიამი ავალიანი; род. 20 июля 1999, Тбилиси, Грузия) — современная немецкая и австрийская актриса кино, театра и телевидения грузинского происхождения.

## Биография
Мариам родилась летом 1999 года в Тбилиси. Позднее вместе с родителями переехала в Европу. Выросла в в Ингольштадте. С детства увлекалась актёрским мастерством. В 2019 году поступила в Театральную академию имени Макса Рейхардта (курс классического театра, педагоги Гражина Дилонг и  Фридерикке-Мария Хербе).
С началом сезона 2023/24 Мариам является постоянным членом труппы Государственного театра Брауншвейга.
Свободно владеет грузинским, немецким, английским, русским и  итальянским языками.

## Карьера

### Фильмография
- 2024

Интервал (телесериал) — Тина (Бачо Гокадзе)
- 2024

Кафка (мини-сериал) — Элли Кафка, сестра Франца (Давид Шалько)
- 2022

Прогулка по солнечному свету (телесериал) — Ламара Торели (Хольгер Бартель)
- 2022

Место преступления: Азра (телесериал) — Тинатин Датвиани (Доминик Хартл)
- 2021

Неисправность — актриса (Константин Хатц)
- 2021

Ипохондрия (короткометражный фильм) — Виола (Элахе Аман)
- 2021

Макдональдс (короткометражный фильм) — Дженни (Мария Буртхер)
- 2021

Искусство манекена — манекен (Эрвиг Штейнер)
- 2021

Антон и Беатрис (короткометражный фильм) — Беатрис (Йозеф Зедельмайер)
- 2020

Свидание вслепую (короткометражный фильм) — Джулия (Йозеф Зедельмайер)

### Театр
- 2024

Триумф гигантов 2 — дева (Финн Мальте Шмидт)
- 2024

Час представления (о)жизни — Узай (Назли Сареми)
- 2024

Электра, нам нужно поговорить — Хризотемис (Ребекка Давид)
- 2023

Мы не умрём этой ночью — Лиса (Гвидо Вертхаймер). Государственный театр Брауншвейга
- 2023

Бочка Ауфмахера — женские роли (Свен Грюнерт). Kleines theater
- 2023

Недостаток света — Анна Татишвили (Дагмар Шлингманн, Нино Харатишвили). Государственный театр Брауншвейга
- 2023

Сон в летнюю ночь — Гермия  (Том Гербер). Театр под открытым небом Швебиш-Халль
- 2022

Я, Икар — Икар, главная роль (Мехтильд Харнишмахер). Бургтеатр
- 2021

Доктор Фаустус — свидетель №1 (Давид Пашка)
- 2021

История солдата — рассказчик, солдат, дьявол, принцесса (Тобиас Грабер). Театр «Космос» в Брегенце
- 2021

Ричард II — королева (Уве Рейхвальдт)
- 2021

Слепые  — юная слепая (Оливия Шохер)  
- 2020

Медведь — Елена Ивановна Попова (Ирина Зюсенбах)
- 2020

Лекция — чтица  (Флориан Райнерс)  
- 2020

Танец смерти — девушка
- 2019

bigMINIMAL — конферансье (Линда Таллер, Катрин Леманн)
- 2019

Чингиз и Локк — Жасмин (Саша Рёмиш). Городской театр Ингольштадта
- 2018

Визит старой дамы — послушница (Ансгар Хааг) 
- 2018

Всё, что ты можешь взять — Джульетта, Офелия, леди Макбет (Кристиан Альберт) 
- 2017

Коварство и любовь — придворный маршал фон Кальб   (реж. Кристиан Альберт)

## Критика
Наибольшего успеха добилась благодаря главным ролям в  спектакле Тобиаса Грабера «История солдата» по одноимённой опере Игоря Стравинского на либретто Шарля Фердинанда Рамю. По мнению критика Сильвии Тёрнер из издания Kritiken, данная интерпретация была значительно оживлена выразительной  игрой  исполнившей сразу несколько ролей Авалиани и её захватывающим владением своим телом. Neue Vorarlberger Tageszeitung отмечает, что именно глубина её исполнения является главным достоинством проекта.